# Indicador Mensual de Actividad Económica

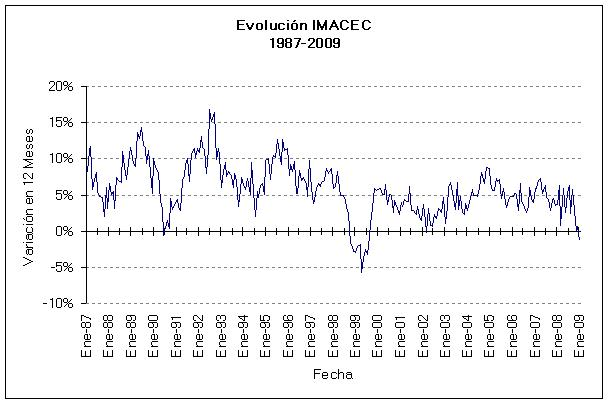
Evolución IMACEC 1987-2009.

El IMACEC o Indicador Mensual de Actividad Económica, tal como su nombre lo indica, es un índice representativo de la actividad económica de Chile, abarcando alrededor del 90% de los bienes y servicios que componen el PIB del país y emulando por lo tanto parte de su comportamiento; lo anterior permite acceder con mayor frecuencia que aquella con la cual se hace entrega de las cifras de producto a información sobre el comportamiento de la economía. El índice es publicado por el Banco Central de Chile el primer día hábil de cada mes.
Este indicador, que nace en 1983, muestra el comportamiento de la economía en un período de corto plazo (generalmente mensual). Al reunirse una serie de estos indicadores, dentro de un horizonte de tiempo extenso, se puede analizar las temporadas de alzas y bajas en la producción, duración de los ciclos productivos, tendencias y algún evento provocado por factores externos a la economía del país. También afecta directamente en otros indicadores y precios a nivel nacional, como en el valor de la Unidad de Fomento (UF), el índice de precios al consumidor (IPC), el precio de la vivienda (venta y arriendo), entre otros.
Este indicador es utilizado por los agentes del mercado financiero y entidades gubernamentales, como el Ministerio de Hacienda y el Ministerio de Economía, Fomento y Turismo, con el objetivo de elaborar políticas públicas en el corto, mediano y largo plazo referentes a la economía de Chile.